# Weerwaterbrug
De Weerwaterbrug is een fiets- en voetgangersbrug in Almere, Nederland. De brug, die in 2021 opgeleverd werd, overspant het Weerwater en verbindt de Filmwijk via het Lumièrepark met de toekomstige woonwijk Hortus.
In 2018 werden twee plannen voor een brugverbinding gepresenteerd, waarbij inwoners van Almere een voorkeurstem konden uitbrengen. Gekozen werd voor een ontwerp van architectenbureau Quist Wintermans Architekten, te bouwen door Strukton Infratechnieken. De bouw ging in juni 2020 van start. De brug bestaat uit deels hergebruikte materialen, zoals staal, hout en basalt. De verlichting is ontworpen door Atelier LEK.
De 240 meter lange brug overspant het water in een vloeiende slingervorm en biedt uitzicht op het Weerwater, het stadscentrum, de Filmwijk, het Lumièrepark en het (voormalige) Floriadeterrein. Op 30 september 2021 werd de brug door wethouder Maaike Veeningen en gedeputeerde Jan de Reus geopend. De brug bleef tot na de afloop van de Floriade 2022 aan de zijde van het Floriadeterrein afgesloten. Sinds de definitieve opening in het najaar van 2022 maakt het deel uit van het Rondje Weerwater; een breed en geasfalteerd fiets- en voetgangerspad van ongeveer vijf kilometer lengte om het Weerwater heen. Ook is het onderdeel van het jaarlijkse lichtkunstfestival Alluminous.

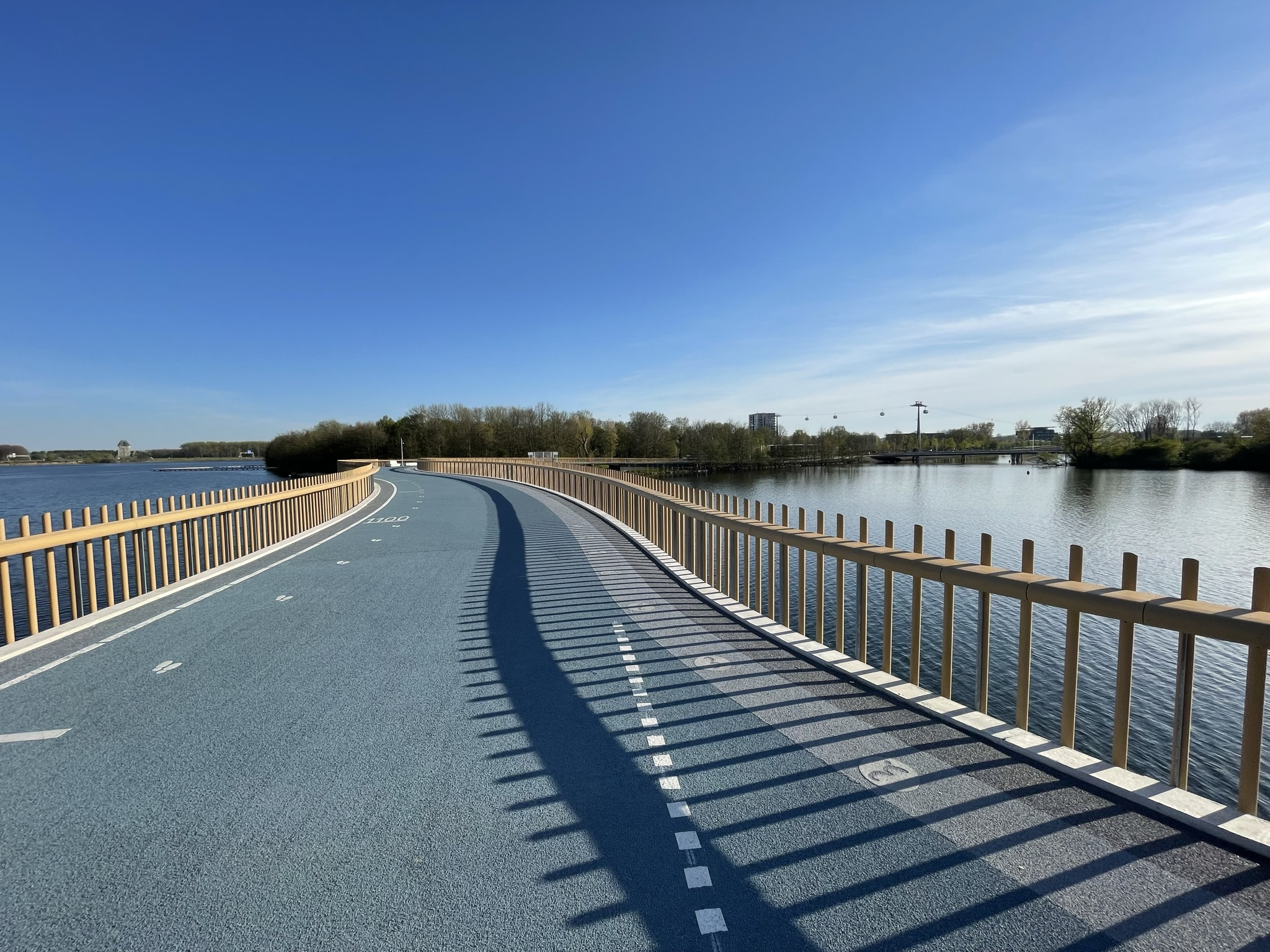
Weerwaterbrug op een zonnige dag